# Krusensterniella notabilis
Krusensterniella notabilis är en fiskart som beskrevs av Schmidt, 1904. Krusensterniella notabilis ingår i släktet Krusensterniella och familjen tånglakefiskar. Inga underarter finns listade i Catalogue of Life.